# Bandera de Madremanya
La bandera oficial de Madremanya té la següent descripció:
Bandera apaïsada, de proporcions dos d'alt per tres de llarg, vermella, amb la mà contrapalmellada blanca de l'escut, d'alçària quatre sisenes parts de la del drap, al centre.
Va ser aprovada el 2 de juliol de 2003 i publicada en el DOGC l'1 d'agost del mateix any amb el número 3938. Es va publicar una correcció d'errada l'1 de desembre de 2004 en el DOGC número 4272.